# 博切纳戈
博切纳戈（義大利語：Bocenago），是意大利特伦托自治省的一个市镇。总面积8平方公里，人口404人，人口密度50.5人/平方公里（2009年）。ISTAT代码为022018。